# استببینس ۲۳۰۰
سیارک ۲۳۰۰ (به انگلیسی: 2300 Stebbins، نامگذاری:1953TG2) دو هزار و سیصدمین سیارک کشف شده‌است که در ۱۰ اکتبر ۱۹۵۳ کشف شد.
قدر مطلق سیارک برابر ۱۱٫۹۰ است.